# UFC Fight Night: Lewis vs. Hunt
UFC Fight Night: Lewis vs. Hunt (também conhecido como UFC Fight Night 110) foi um evento de artes marciais mistas (MMA) produzido pelo Ultimate Fighting Championship, realizado no dia 10 de junho de 2017, na Spark Arena, em Auckland, Nova Zelândia.

## Background
O evento foi o segundo que a promoção recebe em Auckland, com o primeiro sendo o UFC Fight Night: Te-Huna vs. Marquardt, em junho de 2014.
Uma luta no peso-pesado entre Derrick Lewis e o vencedor do K-1 World Grand Prix em 2001 e ex-desafiante ao cinturão peso-pesado, Mark Hunt, foi a principal do evento.
O ex-desafiante ao Cinturão Peso Mosca do UFC, Joseph Benavidez, enfrentaria Ben Nguyen no evento. No entanto, Benavidez retirou-se da luta, citando uma lesão no joelho, em 10 de maio. Ele foi substituído pelo vencedor do The Ultimate Fighter: Tournament of Champions — no peso-mosca — e também ex-desafiante ao cinturão, Tim Elliott.
O vencedor do The Ultimate Fighter: Brasil 3, no peso-médio, Warlley Alves, enfrentaria Kiichi Kunimoto, mas retirou-se do evento em 18 de maio, devido a uma lesão não revelada, e foi substituído por Zak Ottow.
A recém-chegada na promoção, Nadia Kassem, enfrentaria JJ Aldrich. Entretanto, ela retirou-se da luta em 31 de maio, e foi substituída pela também estreante Chan-Mi Jeon.
Na pesagem, Jeon bateu 118 libras (53,5 kg), duas libras (0,9 kg) acima do limite do peso-palha feminino, de 116 lbs (52,6 kg). Como resultado, ela recebeu uma multa de 20% da bolsa, que irá para Aldrich, e a luta prosseguirá conforme prevista, mas em peso-casado.
Poucas horas antes do evento, Thibault Gouti saiu do combate contra Dong Hyun Kim devido a uma doença. Com isso, o combate foi cancelado.

## Bônus da Noite
Os lutadores receberam $50.000 de bônus
- Luta da Noite:  Mark Hunt vs.  Derrick Lewis
- Performance da Noite:   Dan Hooker e  Ben Nguyen